# Friederike Caroline Neuber

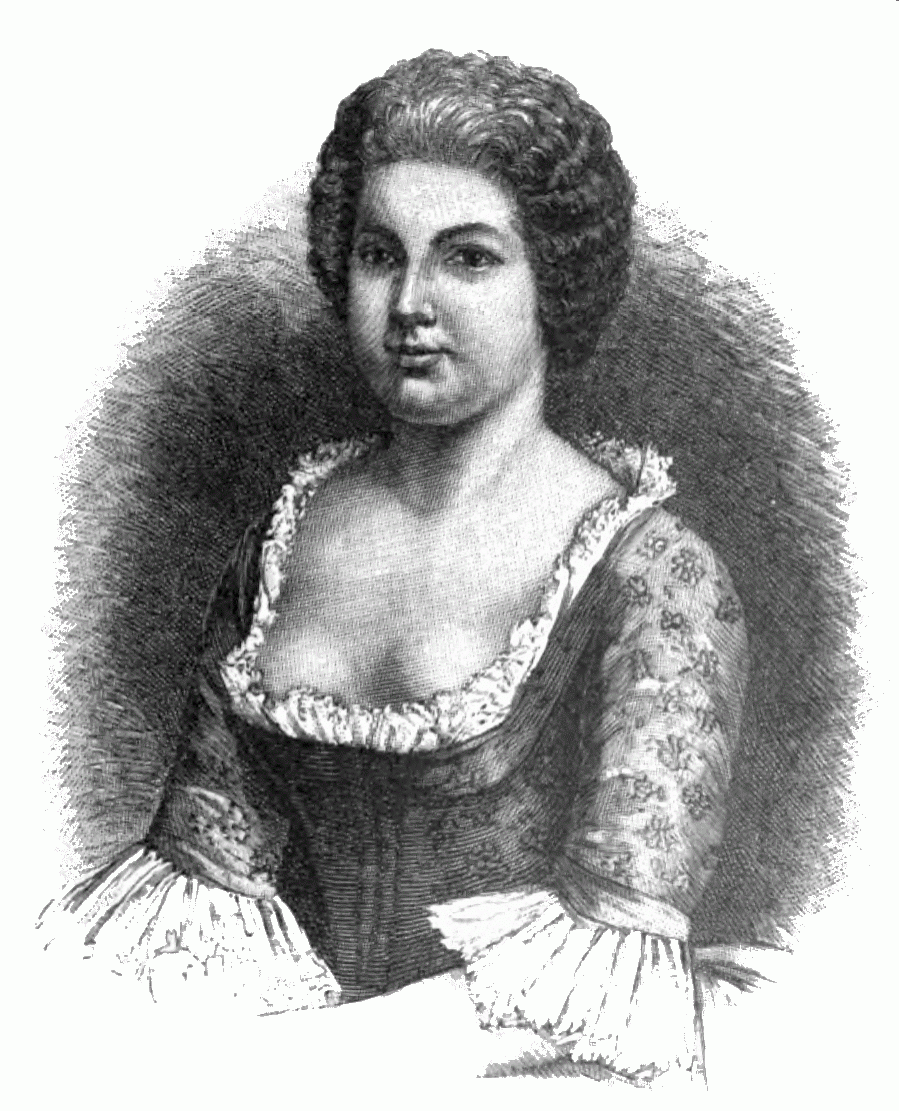
Friederike Caroline Neuber
(Neuer Theater-Almanach, 1898)

Friederike Caroline Neuber bzw. Neuberin geb. Weißenborn (* 9. März 1697 in Reichenbach im Vogtland; † 30. November 1760 in Laubegast bei Dresden) war eine Schauspielerin und Mitbegründerin des regelmäßigen deutschen Schauspiels.

## Leben und Wirken

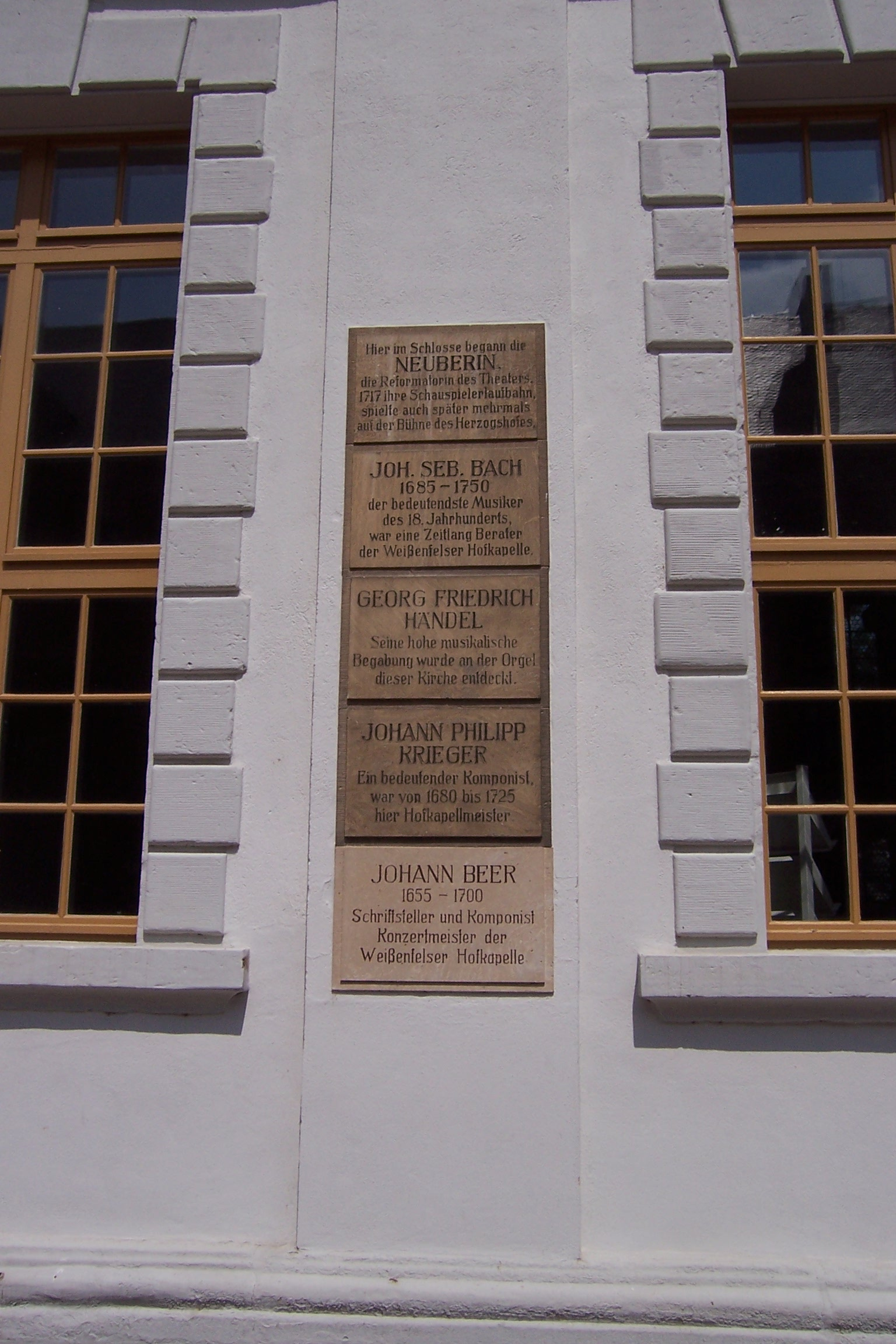
Gedenktafel im Weißenfelser Schloss

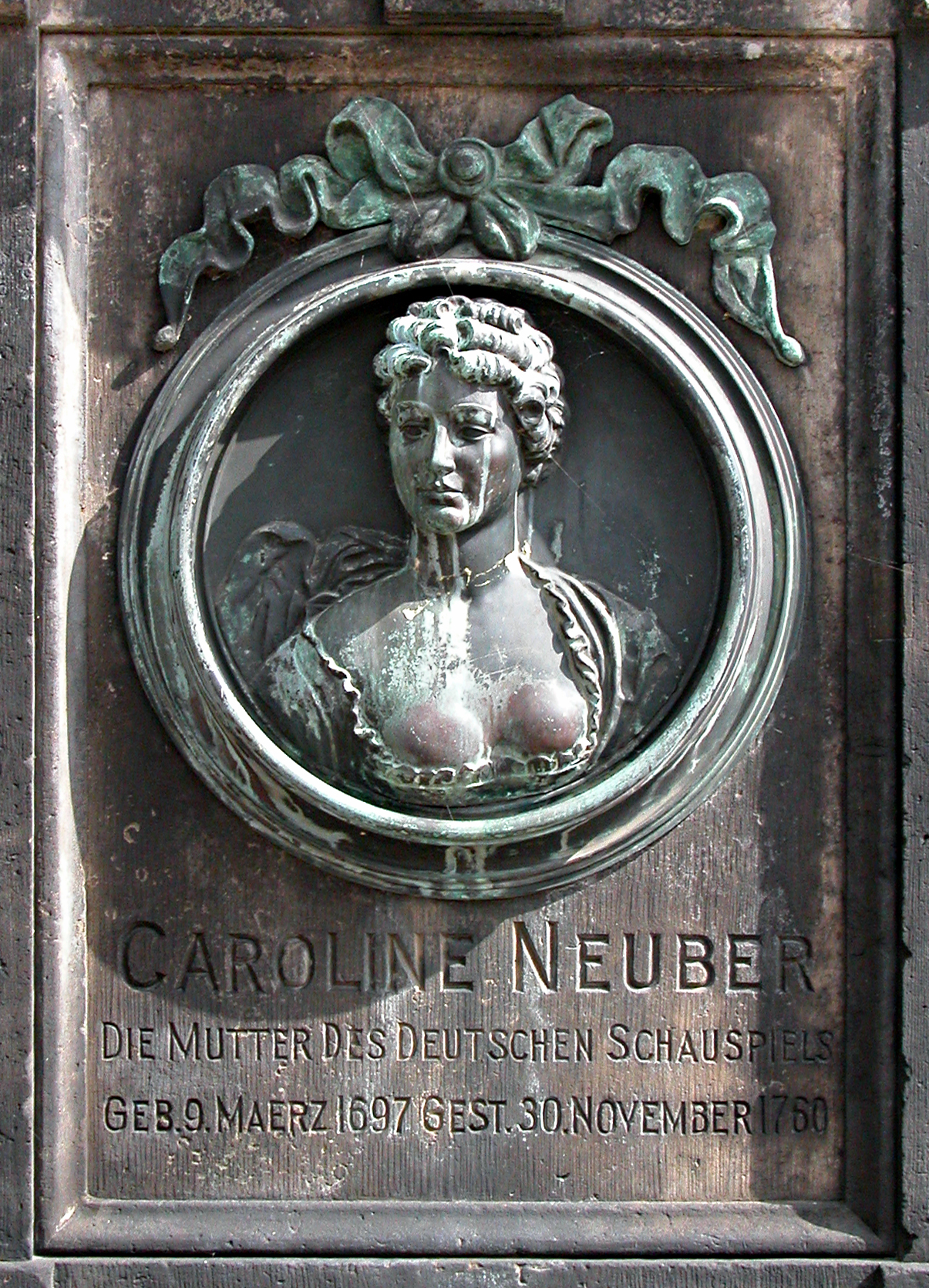
Neuberin-Denkmal Laubegast

Caroline Weißenborn kam in Reichenbach im Vogtland als Tochter des Zwickauer Advokaten und Gerichtsdirektors Daniel Weißenborn und seiner Frau Anna Rosine Wilhelmi zur Welt. Von ihrer sehr gebildeten Mutter, die bereits 1705 früh verstarb, erhielt sie Unterricht in Lesen, Schreiben und Französisch. Sie wuchs danach bei ihrem Vater in Zwickau auf, wo sie von 1702 bis 1717 ihre Kinder- und Jugendjahre verbrachte. Der tyrannische Vater, der auch seine Frau schlug, züchtigte streng das ungeliebte Kind. Von einem Peitschenschlag behielt sie zeitlebens eine Narbe im Gesicht. Ihren ersten Fluchtversuch unternahm sie als 15-Jährige – wurde jedoch wieder eingefangen und vom Vater des Ungehorsams und Diebstahls angeklagt und zu 13 Monaten Haft verurteilt.

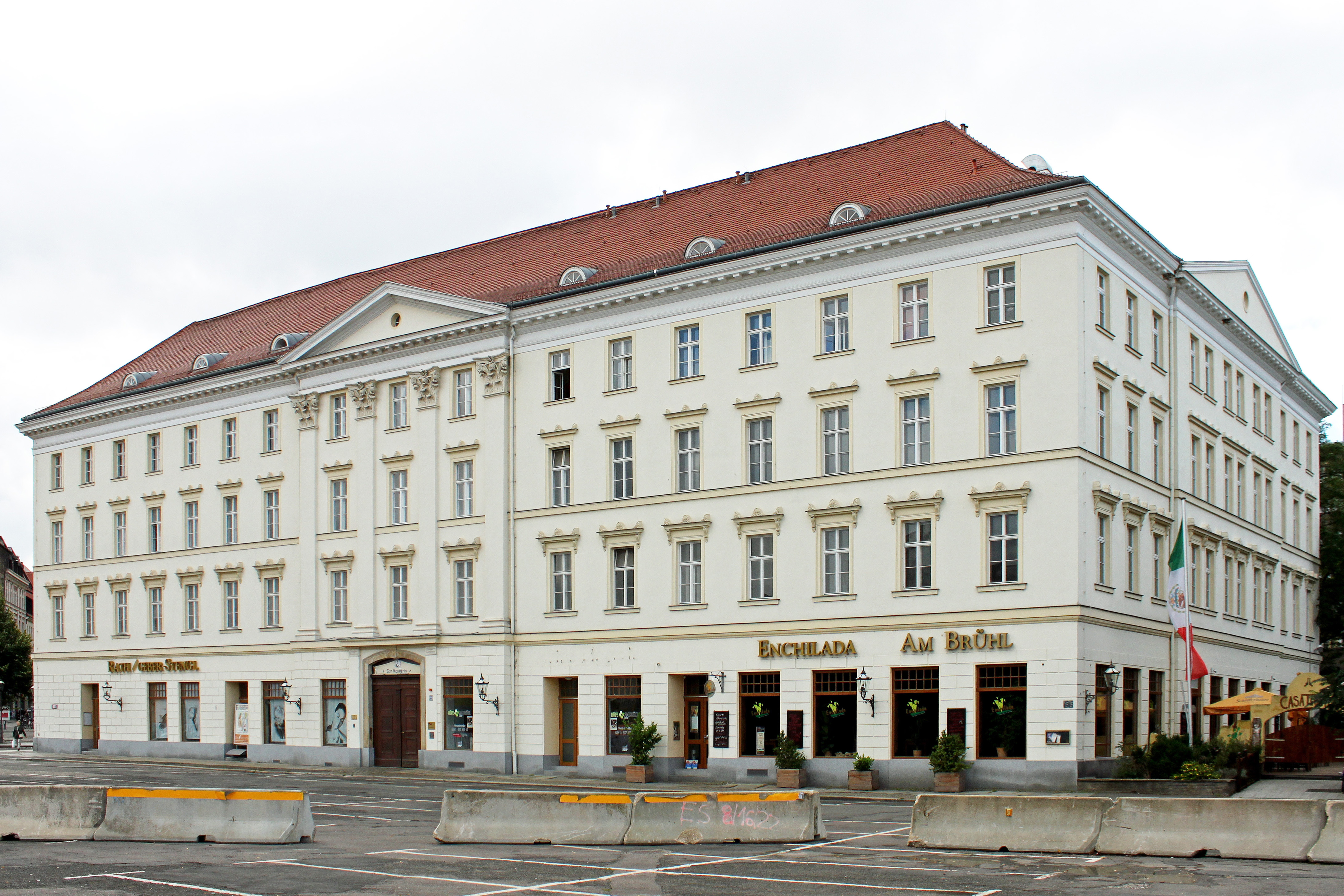
„Großer Blumberg“ im Jahr 2010 auf dem Brühl in Leipzig

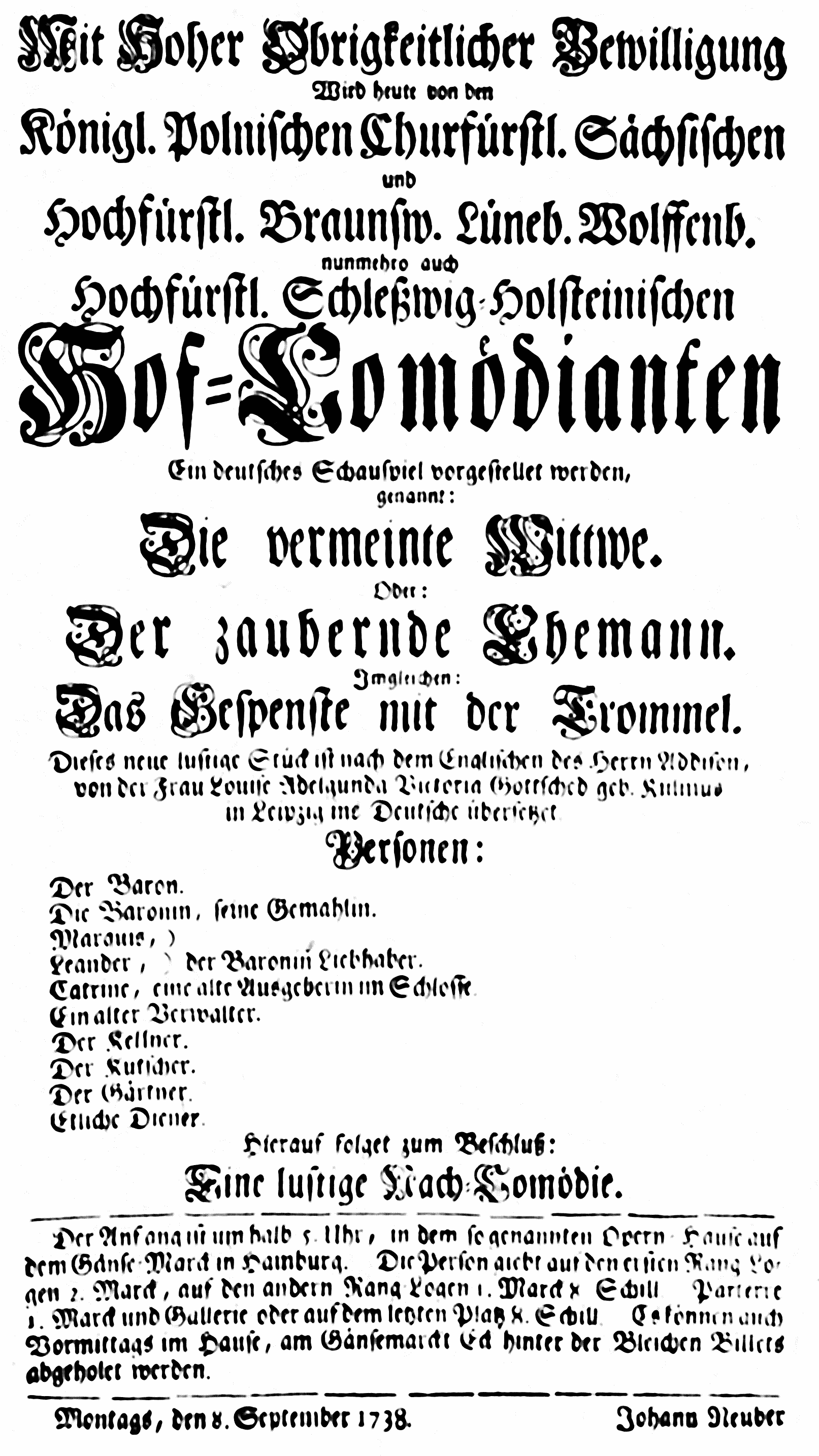
Theaterzettel der Neuberschen Schauspieltruppe für den 8. September 1738 in Hamburg

1717 floh sie mit ihrem Geliebten Johann Neuber, einem Gehilfen ihres Vaters. Zunächst schlossen sie sich der Spiegelberg’schen Schauspielertruppe in Weißenfels an, wo sie auf dem Schloss Neu-Augustusburg erstmals mit ihrem Mann auf der Bühne stand. Im Herbst 1717 wurde die Schauspielertruppe von Christian Spielberg als Königl. Groß-Britannisch- und Churhannoversche Hof-Comoedianten von Herzog Ludwig Rudolf an dessen Hof nach Blankenburg (Harz) eingeladen, wo Friederike Caroline Weißenborn und Johann Neuber am 22. November 1717 auftraten. Am 5. Februar 1718 heiratete sie Johann Neuber im Braunschweiger Dom. Bald wechselten beide zur Haack-Hoffmann’schen Truppe, die sie 1727 neu organisierten und daraus die Neuber'sche Komödiantengesellschaft in Leipzig gründeten, die am 8. August 1727 das Privileg der königlich-polnischen und kurfürstlich-sächsische Hofkomödianten erhielt. Nomineller und Verwaltungsleiter der Neuber’schen Gesellschaft war ihr Ehemann, sie war die Prinzipalin. Aufgrund des Hofprivilegs, das auch das Recht zum Auftritt auf einer festen Bühne während der Leipziger Messe beinhaltete, ließ die Neuber’sche Gesellschaft in Leipzig ein feststehendes Theater im Haus Großer Blumenberg am Brühl errichten. Caroline Neuber achtete streng auf die Moral und Disziplin der Schauspieler, bildete sie künstlerisch aus, mietete Unterkünfte an und zahlte feste Gehälter. Damit trug sie maßgeblich zur Anerkennung des Berufsstandes der Schauspieler bei, die bis dahin als ein sittenloses, unehrliches Gesindel galten. Sie selbst wird als scharfsinnig, ausdauernd, gewandt und kühn, mitunter als verwegen beschrieben. Als Direktrice dieser Truppe zog sie die besten Talente an. Neuber trat auch selbst als Schauspielerin auf und schrieb mehrere Vorspiele und Dramen, von denen aber nur wenige erhalten sind.
Unterstützt von dem Schriftsteller, Professor und Aufklärer Johann Christoph Gottsched, der 1724 auf sie aufmerksam wurde, stieß Neuber ab 1730 eine wichtige Reform der deutschen Theatergeschichte an. Im Gegensatz zum französischen Theater, das an Höfen (von Hofschauspielern, die zum Teil, wie die Mitwirkenden der privilegierten bayreuthischen Hofschauspielertruppe, auch als „Wandertrupps“ tätig waren) gespielt wurde und viele Balletteinlagen enthielt, führte Neuber ein neues Theater vorwiegend mit Themen des Bürgertums in deutscher Hochsprache ein. Sie führte vier aus dem Französischen übersetzte Dramen (Regulus, Le Cid, Cinna und Jean Racines Bérénice) in Leipzig auf, denen Stücke von Destouches, Pierre Marivaux und Voltaire folgten.
Nach dem Tod von August dem Starken verlor Neuber 1733 das Privileg auf einen festen Theaterbetrieb in Leipzig und ging wieder auf Tournee. In Braunschweig stellte ihr Herzog Ludwig Rudolf das Opernhaus zur Verfügung. Nach dessen Tod im Jahr 1735 plante Neuber, in Hamburg auf der festen Bühne, der Comoedien Bude, heimisch zu werden. Der Erfolg blieb jedoch aus. Bekanntere Gesellschaften sicherten sich per Briefwechsel von den Stadträten eine Spielerlaubnis zu. Die Schauspieler, vor allem Fahrende Komödianten, führten eine gesellschaftlich verachtete Existenz, galten beim Volk als schmutzige Menschen mit derben Umgangsformen und waren materiell verarmt. Nicht selten wurde ihnen die Schuld zugeschrieben, wenn die Stadt von Katastrophen wie Pest, Krieg oder Missernten heimgesucht wurde. Das Bildungsbürgertum wollte nichts mit den Schauspielern zu tun haben; beim einfachen Volk dagegen waren ihre Vorstellungen beliebt. Das Hamburger Publikum bevorzugte zu dieser Zeit eher „Hanswursttheater“ und Oper.
Im Jahr 1737 verbannte Neuber in einem Stück symbolisch den Hanswurst als Sinnbild für das alte Theater von der Bühne ebenso wie die bis dahin üblichen „Haupt- und Staatsaktionen“. Sie ließ es sich nicht nehmen, den Hanswurst selbst zu spielen. Im gleichen Jahr spielte sie an fünf Abenden hintereinander im Jagdschloss Hubertusburg vor dem sächsischen Kurfürst Friedrich August II. Anschließend folgte sie der Einladung des Herzogs Karl Friedrich von Schleswig-Holstein-Gottorf. Sein Tod im Jahr 1739 beendete auch dieses Gastspiel. Im Jahr 1740 gab sie in Hamburg ihre letzte Vorstellung im Opernhaus am Gänsemarkt und verabschiedete sich enttäuscht vom Publikum mit sarkastischer Kritik: „Denn von der Schauspielkunst habt ihr sehr wenig Licht, / weils Euch an Zärtlichkeit, Natur und Kunst gebricht.“ Der Magistrat entzog ihr darauf die Spielerlaubnis. Neuber hatte aber bereits eine Einladung der Zarin Anna nach Petersburg. Bereits kurz nach der Ankunft beförderte die Zarin Neuber und ihre Schauspielertruppe zu „Hofschauspielern“. Doch schon im Herbst 1740 verstarb die Zarin und Neuber verlor die höfische Gunst, so dass sie im Frühjahr 1741 enttäuscht nach Deutschland zurückkehrte.
In Leipzig verschaffte ihr der sächsische Minister Heinrich von Brühl einen festen Spielort. Mit Gottsched überwarf sie sich 1741. Sie kritisierte, dass seine Stücke keine kraftvollen Texte hätten, er zu wenig liefere und eine Übersetzung von Gottscheds Frau ungeeignet sei. In ihrem Stück Der allerkostbarste Schatz verspottet sie Gottsched als riesengroße Nachtgestalt mit Fledermausflügeln. Wegen mäßigen Erfolges und fehlender Einnahmen musste Neuber 1743 ihre Gesellschaft erstmals auflösen. Im gleichen Jahr erschien ein Spottgedicht über sie mit dem Titel Probe eines Heldengedichtes in 8 Büchern… Leben und Taten der weltberüchtigten und besten Komödiantin unserer Zeit… Friederica Carolina Neuberin. Der junge Gotthold Ephraim Lessing sah Neubers Aufführungen und übersetzte den Hannibal von Marivaux  und den Zerstreuten von Regnard für sie. 1748 inszenierte Neuber Lessings erstes Stück Der junge Gelehrte.

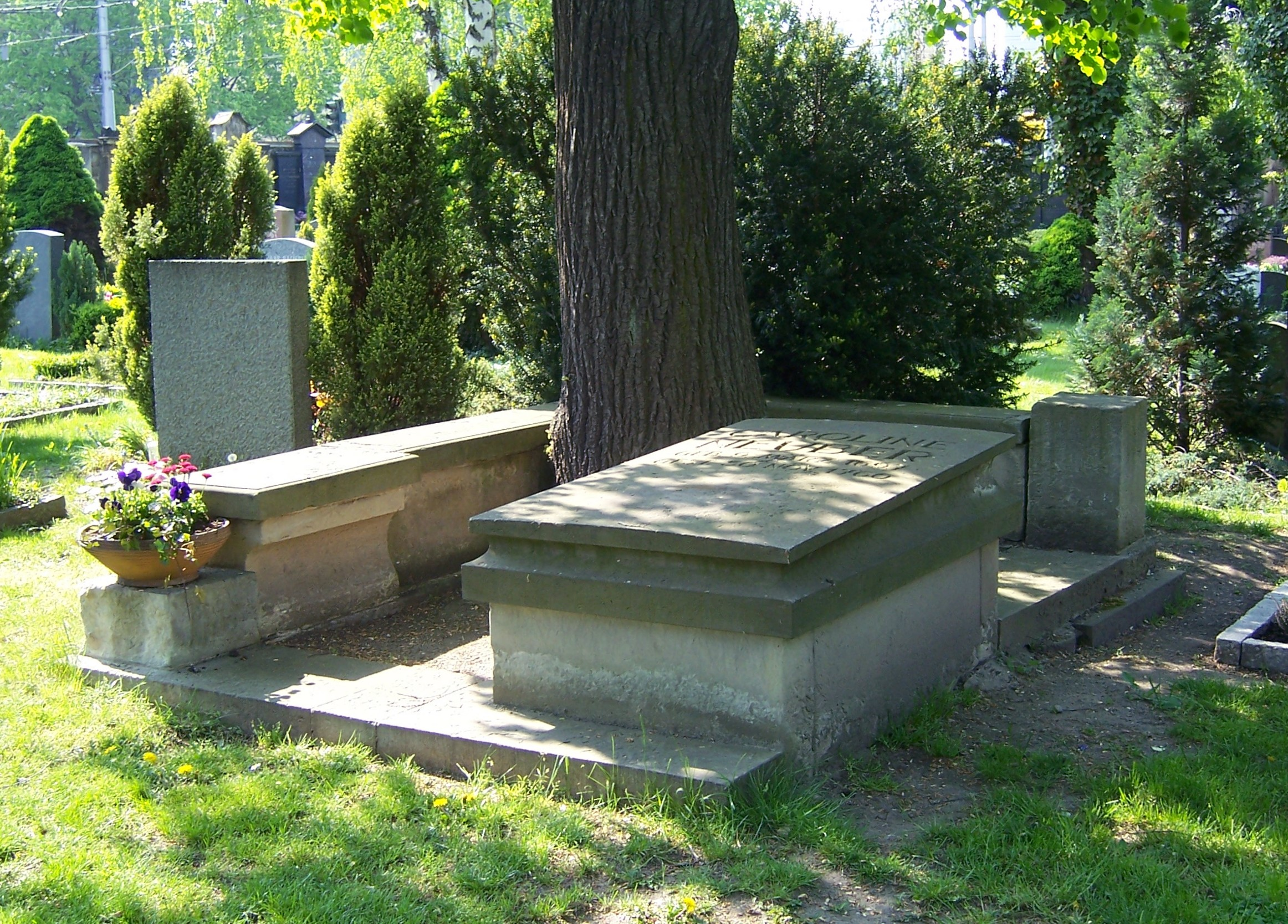
Friederike Caroline Neubers Grab auf dem Leubener Friedhof in Dresden

Zwischen 1734 und 1755 gab Neuber zahlreiche Gastspiele im deutschen Sprachraum z. B. in Frankfurt am Main und Straßburg. In Dresden gastierte sie acht Mal anfangs im Gewandhaus auf dem Neumarkt „actiones comico- tragicas“, gegen 2, 4, 6 oder 8 Groschen Eintritt, je nachdem, ob die Zuschauer „dem Teatro entfernt oder nahe sein wollten“. Ihre Gesellschaft organisierte sie neu, musste diese 1750 in Zerbst wegen finanzieller Probleme abermals und diesmal endgültig auflösen. Im Jahr 1753 versuchte sie ihr Glück noch einmal als Schauspielerin in Wien mit dem Lustspiel Das Schäferfest, aber ohne Erfolg.
Johann Neuber starb 1759 in Dresden. Das preußische Bombardement im Siebenjährigen Krieg vertrieb Neuber 1760 aus Dresden ins benachbarte Laubegast, wo sie von der Bühne gänzlich zurückgezogen in bitterer Armut starb. Sie wurde ohne Trauerfeier auf dem Leubener Friedhof bestattet.

## Würdigung und Nachwirkung
Kunstfreunde setzten ihr 1776 in Laubegast ein Denkmal mit folgender Inschrift: „Zur Ehrung einer Frau voll männlichen Geistes, der berühmtesten Schauspielerin ihrer Zeit, der Urheberin des guten Geschmacks auf der deutschen Bühne wurde dieser Denkstein errichtet von ihren Freunden und Verehrern im Jahre 1776.“ Die Figur „Madame de Retti“ im Romanfragment Wilhelm Meisters theatralische Sendung von Johann Wolfgang von Goethe hat Ähnlichkeiten mit Neuber.
Im Jahre 2008 wurde ein 1992 auf dem Dachboden des Talamtsgebäudes der Moritzburg in Halle hinter einer Verschalung gefundenes Gemälde, welches die Neuberin im Kreise ihrer Theatertruppe zeigt, als solches identifiziert. Das Bild befand sich ehemals als Wandbespannung im Redoutensaal auf Schloss Blankenburg und war im Zweiten Weltkrieg ausgelagert worden. Das als einzig authentisch geltende Abbild der Neuberin wurde wahrscheinlich vom braunschweigisch-wolfenbütteler Hofmaler Johann Conrad Eichler um 1730 in Blankenburg gemalt. Eine Kopie des Gemäldes wurde Ende 2017 am Eingang des Neuberin-Museums in Reichenbach angebracht. Das Original wurde nach einer Restauration im September 2022 im Schloss Blankenburg präsentiert und dort wieder an seinem historischen Platz angebracht.

## Gedenken

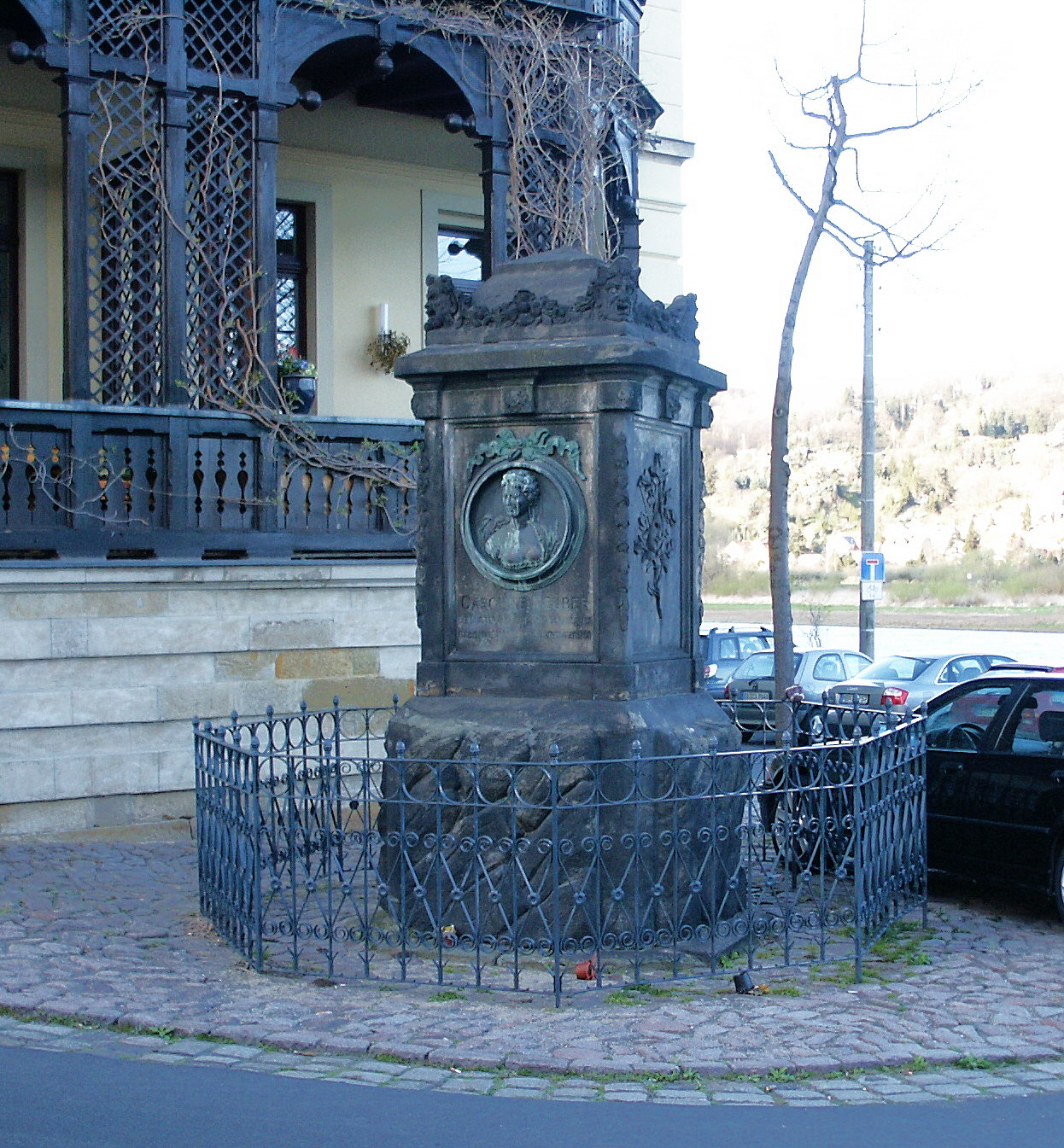
Caroline-Neuber-Denkmal in Dresden-Laubegast

- Neuberinhaus in Reichenbach im Vogtland – städtisches Theater- und Veranstaltungshaus
- Neuberinmuseum in Reichenbach im Vogtland – Museum für Theater-, Textil- und Stadtgeschichte
- Neuberin-Medaille der Stadt Reichenbach im Vogtland, verliehen an Persönlichkeiten für besondere Leistungen um die Entwicklung der Stadt, deren Ansehen oder für Verdienste um das Wohl ihrer Bürger. Von 1978 an als Böttiger-Steinzeug Fertigung verliehen. 1993 neu aufgelegt aus Feinsilber.[11]
- Gedenktafel in Zwickau
- „Caroline-Neuber-Preis der Stadt Leipzig“: Preis für weibliche Theaterschaffende aus dem deutschsprachigen Raum
- Denkmal im Dresdner Stadtteil Laubegast
- Gedenktafel am Schloss Neu-Augustusburg in Weißenfels
- Fünf-Mark-Gedenkmünze der DDR in Neusilber zum 225. Todestag 1985
- Theaterpreis „Die Neuberin“: der seit 1985 vergebene INTHEGA-Preis wird mit Hilfe eines Punktesystems als Abstimmungsergebnis innerhalb der INTHEGA-Mitglieder ermittelt und zeichnet drei Produktionen aus, die sich in der vorangegangenen Spielzeit in besonderer Weise als künstlerisch bemerkenswert erwiesen haben.
- Friederike-Caroline-Neuber-Stiftung Blankenburg[12]
- Friederike-Caroline-Neuber-Straße in Blankenburg mit Infotafel[13]
- Caroline-Neuber-Schule in Leipzig

Seit 2011 trägt der INTHEGA-Preis den Namen „Neuberin“ nach Friederike Caroline Neuber.